# IC 1630
IC 1630 ist eine Spiralgalaxie vom Hubble-Typ Sb im Sternbild Phönix am Südsternhimmel. Sie ist schätzungsweise 302 Millionen Lichtjahre von der Milchstraße entfernt und hat einen Durchmesser von etwa 135.000 Lichtjahren. 

Im selben Himmelsareal befinden sich u. a. die Galaxien IC 1621, IC 1625, IC 1627, IC 1631.
Das Objekt wurde im Jahr 1899 von dem Astronomen DeLisle Stewart entdeckt.